# 襄城郡
襄城郡（じょうじょう-ぐん）は、中国にかつて存在した郡。晋代から隋代にかけて、現在の河南省中部に設置された。

## 概要
266年（泰始2年）、西晋により潁川郡が分割されて襄城郡が立てられた。襄城郡は豫州に属し、郡治は襄城県に置かれた。晋の襄城郡は襄城・繁昌・郟・定陵・父城・昆陽・舞陽の7県を管轄した。336年（咸康2年）、襄城郡は廃止されて、潁川郡に編入された。
南朝斉のとき、南襄城郡・東襄城郡・北襄城郡・中襄城郡が立てられたが、いずれも北魏に占領された。
北魏のとき、襄城郡（北斉・北周の文城郡）は豫州に属し、武陽・義綏・遂寧の3県を管轄した。あるいは襄城郡は広州に属し、繁昌・襄城の2県を管轄した。あるいは襄城郡（南朝斉の北襄城郡、西魏・北周の襄邑郡）は荊州に属し、方城・郟城・伏城・舞陰・翼陽・清水・鄭・北平・赭城の9県を管轄した。あるいは襄城郡は南襄州に属し、陳陽・上馬の2県を管轄した。あるいは襄城郡は南広州に属し、襄城1県を管轄した。
東魏・北斉のとき、襄城郡は南広州に属し、扶城・南陽の2県を管轄した。
583年（開皇3年）、隋が郡制を廃すると、襄城郡は廃止されて、伊州に編入された。606年（大業2年）、伊州は汝州と改められた。607年（大業3年）に州が廃止されて郡が置かれると、汝州が襄城郡と改称された。襄城郡は承休・梁・郟城・陽翟・汝源・汝南・魯山・犨城の8県を管轄した。
621年（武徳4年）、唐が王世充を平定すると、襄城郡は伊州と改められ、襄城郡の呼称は姿を消した。